# Clematis brachiata
Clematis brachiata es una especie de liana de la familia de las ranunculáceas. Es originaria de Sudáfrica.

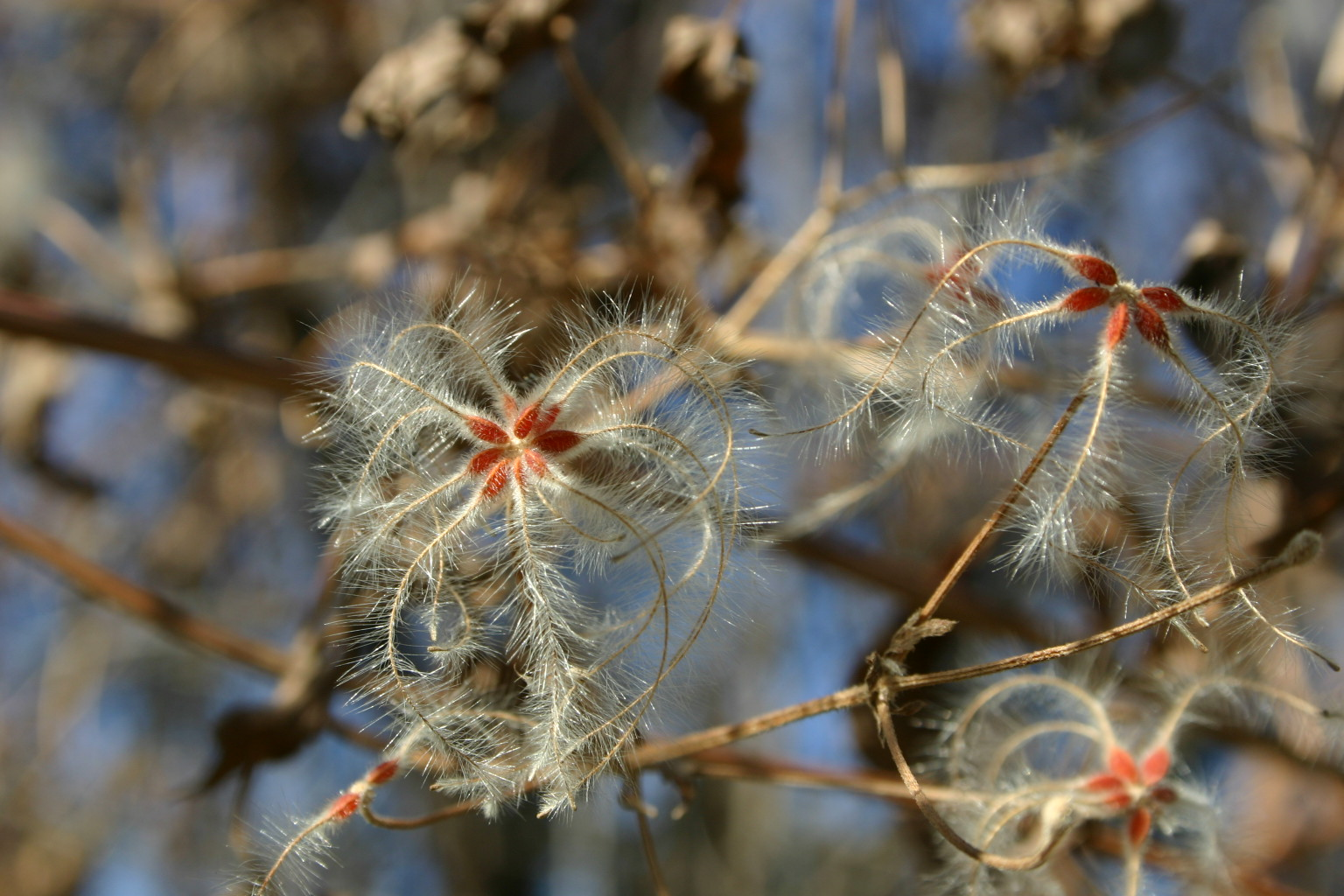
Detalle del fruto

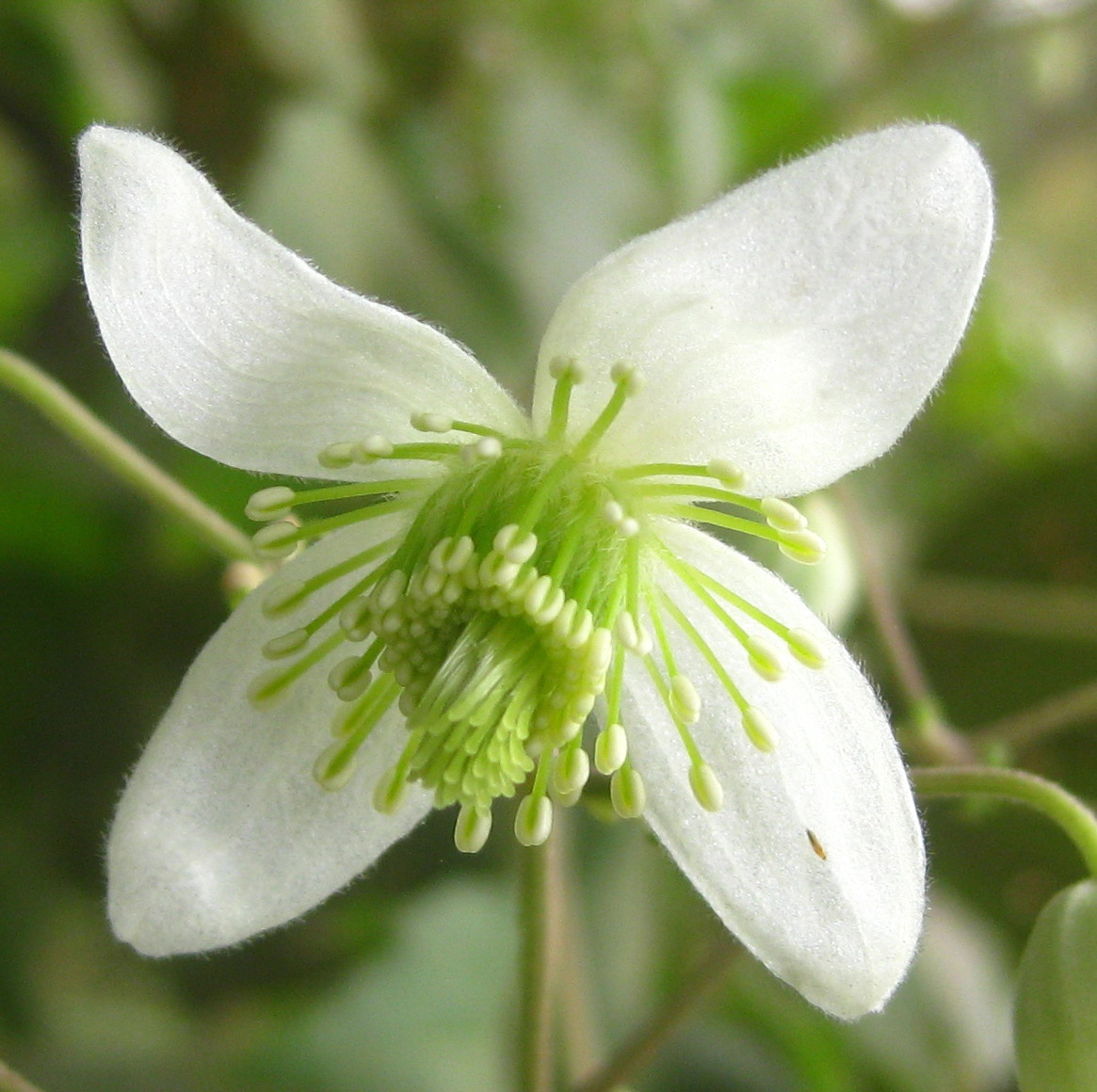
Detalle de la flor

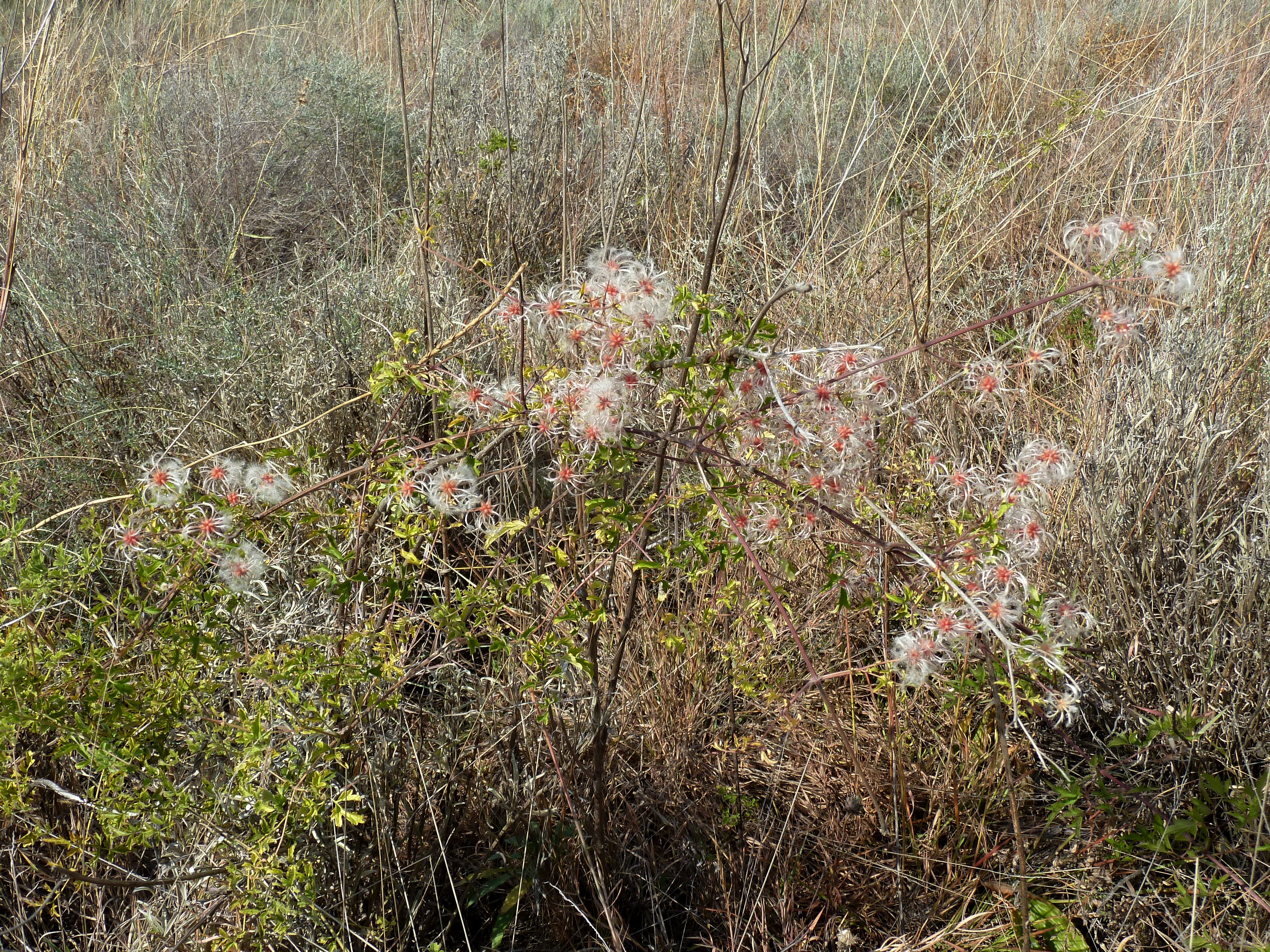
Vista de la planta en su hábitat

## Descripción
Es una planta trepadora que tiende a trepar a las copas de los árboles y arbustos, y se extiende sobre las coronas. Las hojas son compuestas, con entre 1 y 7 foliolos. Presenta unas atractivas flores fragantes que aparecen en verano. Los frutos son aquenios que están cubiertos de pelo fino y sedoso.

## Distribución
Esta especie es común en el Transvaal y la provincia de KwaZulu-Natal.

## Taxonomía
Clematis brachiata fue descrita por Carl Peter Thunberg y publicado en Prodromus Plantarum Capensium, . . . 94, en el año 1800.
Etimología
Clematis: nombre genérico que proviene del griego klɛmətis. (klématis) "planta que trepa".
brachiata: epíteto latino que significa "con brazos".
Sinonimia
- Clematis biloba Steud.
- Clematis comosa DC.
- Clematis kerrii Steud.
- Clematis massoniana DC.
- Clematis orientalis var. bolusiana Kuntze
- Clematis orientalis subsp. brachiata (Thunb.) Kuntze
- Clematis orientalis f. massoniana (DC.) Kuntze
- Clematis orientalis subsp. oweniae(Harv.) Kuntze
- Clematis orientalis var. subglabra Kuntze
- Clematis oweniae Harv.
- Clematis petersiana Klotzsch
- Clematis stewartiae Burtt Davy
- Clematis stewartiae var. wilmsii Burtt Davy
- Clematis thunbergii Steud.
- Clematis thunbergii var. congensis A.Chev.
- Clematis triloba Thunb.
- Clematis triloba var. congensis (A.Chev.) M.Johnson[4]